# Cloruro platinoso
Il cloruro platinoso o cloruro di platino (II) è il composto chimico con la formula PtCl2 ed è solitamente usato per produrre altri composti del platino.

## Struttura
La struttura del cloruro platinoso è simile a quella del cloruro palladioso, infatti esiste come questo in due forme cristalline: la forma α, che è un polimero e quella β, che cristallizza con una struttura esagonale.
La forma β, se scaldata oltre i 500 °C si trasforma in α.
Le proprietà principali (colore rosso - marrone scuro, insolubilità in acqua, diamagnetismo e assenza di odore) restano inalterate per tutte e due le forme cristalline.

## Sintesi
Il β-PtCl2 viene preparato scaldando l'acido cloroplatinico a 350 °C in aria secondo questa reazione:
H2PtCl6 → PtCl2 + Cl2 + 2 HCl